# احمد عرسان
احمد عرسان (عربی: احمد عرسان؛ زادهٔ ۲۸ سپتامبر ۱۹۹۵) بازیکن فوتبال اهل اردن است.
از باشگاه‌هایی که در آن بازی کرده‌است می‌توان به باشگاه ورزشی الفیصلی اشاره کرد.
وی همچنین در تیم‌های ملی فوتبال زیر ۲۳ سال اردن و اردن بازی کرده‌است.